# 伏尔加阶
伏尔加阶是俄罗斯大陆和北极区晚侏罗世地层（也就是1.52亿年前至1.44亿年前形成的地层）重要的划分单元。其他地区，普贝克阶通常公认为是侏罗系最上部的地层单元。